# Erebia turkestana
Erebia turkestana är en fjärilsart som beskrevs av Curt Eisner 1946. Erebia turkestana ingår i släktet Erebia och familjen praktfjärilar. Inga underarter finns listade i Catalogue of Life.